# Der große Tom
Der große Tom ist ein deutsches Fernsehdrama aus dem Jahr 2008. Regie führte Niki Stein. Der Film basiert auf einer wahren Begebenheit in Berlin und erzählt die Geschichte eines 12-jährigen Jungen, der auf seine beiden jüngeren Schwestern aufpassen muss, weil die Mutter die Kinder verlassen hat.

## Handlung
Der zwölfjährige Tom muss alleine auf seine beiden kleinen Schwestern Sophie (10) und Fanny (8) aufpassen, weil die Mutter zu ihrem neuen Freund gezogen ist, der nichts von den Kindern weiß. Die Mutter schaut nur hin und wieder mal nach den Kindern und bringt Geld für die nötigesten Dinge vorbei. Obwohl Tom alles versucht, um den Schein einer intakten Familie aufrechtzuerhalten, wird eine Nachbarin namens Cora auf die drei Kinder aufmerksam. Sie versucht erst halbherzig mit der Mutter in Verbindung zu treten. Allerdings scheitern diese Versuche immer, weil die Mutter der Drei nie zu Hause ist. Am Ende des Films verständigt Cora die Polizei und das Jugendamt, denn sie kann die Zustände, in denen die Kinder leben, nicht mehr mit ansehen.

## Kritiken
Der Film wurde vor allem wegen seiner berührenden Dramatik gelobt. So schrieb die Berliner Zeitung: „Insgesamt ist Der große Tom so beeindruckend bedrückend, dass man ihn phasenweise zwar nicht gerne sieht. Aber unbedingt gesehen haben muss.“

## Auszeichnungen
- 2008: Deutscher Fernsehpreis für den Darsteller Wolf-Niklas Schykowsk in der Kategorie Förderpreis[6]
- 2008: Hessischer Fernsehpreis für den Darsteller Herbert Knaup in der Kategorie Bester Schauspieler[7]

## Unterschiede zur wahren Geschichte
- Im Film leiden die Kinder unter seelischer Vernachlässigung. In der wahren Begebenheit war auch die Wohnung der Kinder vermüllt und verdreckt.
- Im Film ruft die Nachbarin Cora die Polizei an, nicht der Junge, weil er die Zustände nicht mehr aushält.[5]
- Im Film sind es nur drei Geschwister, im Original sind es vier.[8]